# Jörg Bergmeister

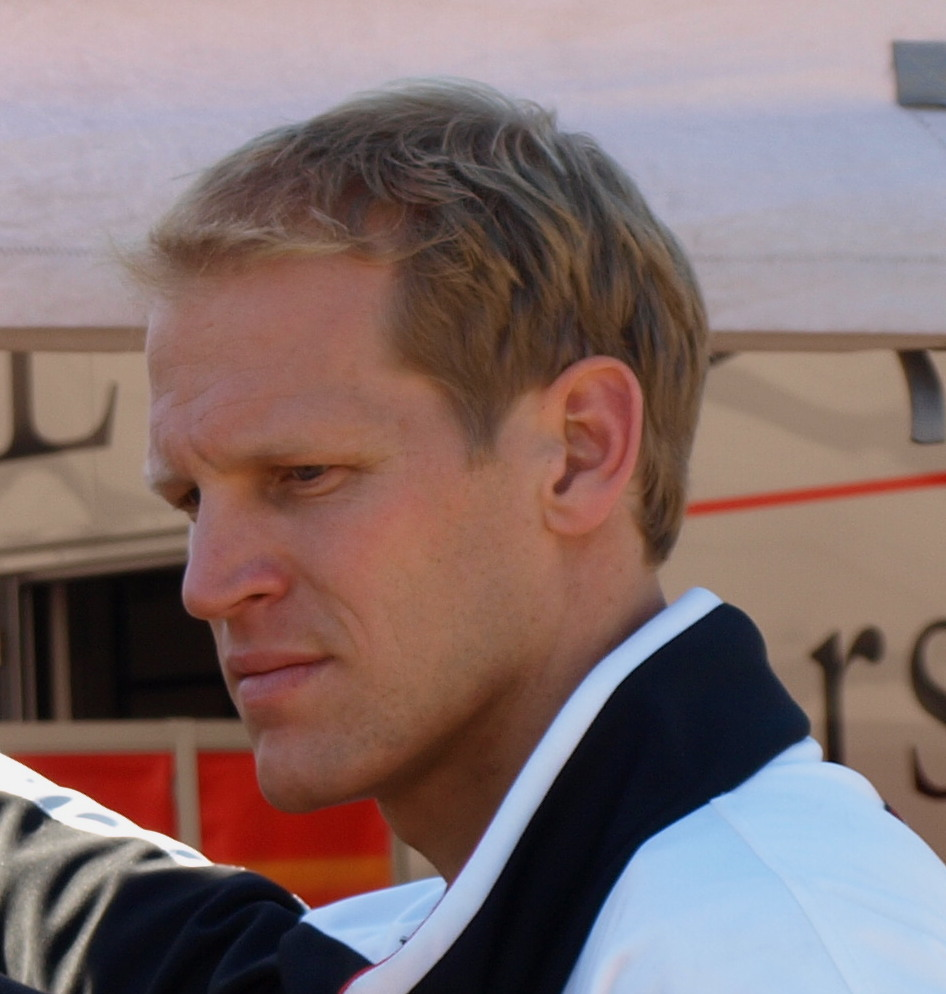
Jörg Bergmeister 2008-ban

Jörg Bergmeister (Leverkusen, 1976. február 13. –) német autóversenyző.

## Pályafutása
1987 és 1991 között gokartversenyző volt. 1992-ben és 1993-ban a Formula König sorozatban szerepelt. Első évében a harmadik helyen zárt, majd a 93-as szezonban megnyerte a bajnokságot.
Az ezt követő években különböző formulaautós szériákban indult, valamint évekig versenyzett a német Porsche Carrera kupában, ahol a 2000-es szezon bajnoka volt. 2001-ben megnyerte a Porsche Szuperkupa sorozatot.
2002-től leginkább hosszútávú versenyekből álló bajnokságokban versenyez. 2003-ban megnyerte a Daytonai 24 órást, a 2004-es Le Mans-i 24 óráson pedig a GT kategória győztese volt. Négy alkalommal (2005, 2006, 2008, 2009) nyerte meg a GT2-es kategória bajnoki címét az Amerikai Le Mans szériában.

## Sikerei
- Formula König - bajnok: 1993

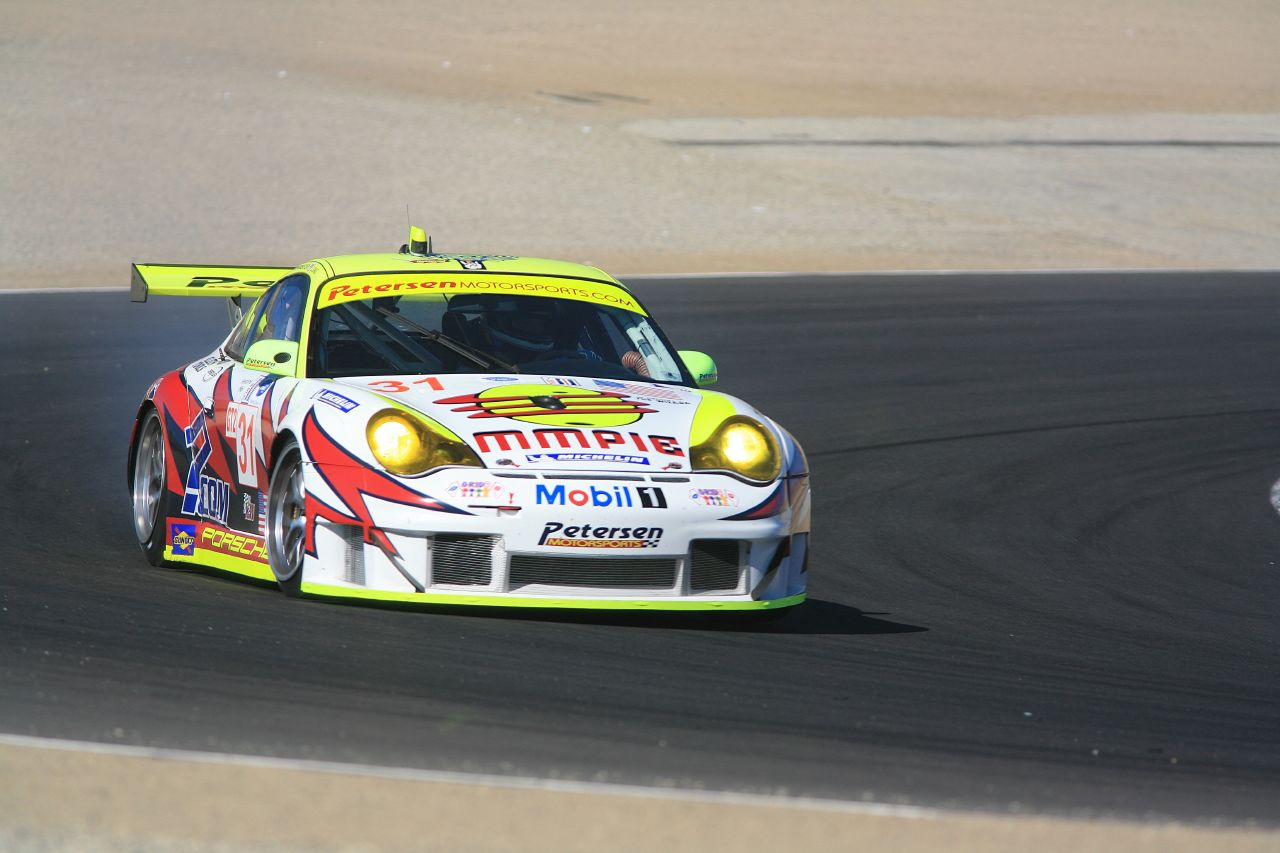
2006-ban az ALMS egy futamán

- Német Porsche Carrera kupa - bajnok: 2000
- Porsche Szuperkupa - bajnok: 2001
- Amerikai Le Mans széria - kategória bajnok (GT2): 2005, 2006, 2008, 2009
- Daytonai 24 órás - győztes: 2003
- Daytonai 24 órás - kategóriagyőztes (GT): 2002, 2009
- Le Mans-i 24 órás - kategóriagyőztes (GT): 2004

## Eredményei

### Le Mans-i 24 órás autóverseny
| Év   | Csapat                    | Autó                | Csapattárs            | Csapattárs     | Helyezés |
| ---- | ------------------------- | ------------------- | --------------------- | -------------- | -------- |
| 2002 | Freisinger Motorsport     | Porsche 911 GT3-RS  | Romain Dumas          | Sascha Maassen | 17.      |
| 2003 | The Racer's Group         | Porsche 911 GT3-RS  | Kevin Buckler         | Timo Bernhard  | 20.      |
| 2004 | White Lightning Racing    | Porsche 911 GT3-RS  | Patrick Long          | Sascha Maassen | 10.      |
| 2005 | Petersen Motorsports      | Porsche 911 GT3-RSR | Patrick Long          | Timo Bernhard  | 11.      |
| 2006 | White Lightning Racing    | Porsche 911 GT3-RSR | Nic Jönsson           | Tracy Krohn    | Kiesett  |
| 2007 | Flying Lizard Motorsports | Porsche 997 GT3-RSR | Johannes Van Overbeek | Seth Neiman    | Kiesett  |
| 2008 | Flying Lizard Motorsports | Porsche 997 GT3-RSR | Johannes Van Overbeek | Seth Neiman    | 32.      |
| 2009 | Flying Lizard Motorsports | Porsche 997 GT3-RSR | Darren Law            | Seth Neiman    | Kiesett  |